# Larnax sylvarum
Larnax sylvarum är en potatisväxtart. Larnax sylvarum ingår i släktet Larnax och familjen potatisväxter.

## Underarter
Arten delas in i följande underarter:
- L. s. novogranatensis
- L. s. sylvarum